# Spermacoce gracillima
Spermacoce gracillima là một loài thực vật có hoa trong họ Thiến thảo. Loài này được (DC.) Delprete mô tả khoa học đầu tiên năm 2006.